# 強制性公積金
強制性公積金計劃（英語：Mandatory Provident Fund Schemes；簡稱強積金或MPF），是香港的一項退休保障計劃，香港立法局於1995年7月27日通過《強制性公積金計劃條例》，並在2000年12月1日正式實行。除了少數人士獲豁免外，該計劃強制18至65歲的香港僱員參與。僱主及僱員雙方共同供款以成立基金。一般情況下，僱員要年滿65歲或提出特殊原因，才可取回供款。

## 背景
早於1966年，港英政府已就在香港設立中央公積金的可行性展開研究。港英政府更分別於1987年5月13日、1991年7月10日、1993年12月15日舉行的立法局會議上討論公積金的可行性，但意見存在分歧。港英期間政府進行過公眾諮詢，仍不獲社會普遍支持，主要因為受制於巨額款項，害怕令政府財政出現不穩定。1995年1月，港英政府宣布，由於人口老化等原因使公眾對老年退休金計劃的意見過於分歧，當局放棄推行老年退休金計劃。1995年3月8日港英政府在立法局提出私營公積金計劃，1995年7月27日立法局順利通過《強制性公積金計劃條例》，2000年12月1日強制性公積金（簡稱「強積金」）制度實施。強積金制度是一個與就業有關、強制執行和屬私營性質的公積金制度，年齡介乎18至65歲的僱員和自僱人士均須參加強積金計劃。
隨着香港人口老化，2011年，65歲或以上人士佔總人口13%；2021年，所佔比例增至20%；預計到2041年，更會高達30%。在強積金制度實施之前，香港社會約340萬的就業人士中，只有約三分一人享有退休保障。在強積金制度實施以後，直至2012年為止，近九成就業人士已獲得某程度的退休保障。截至2012年9月底，全港接近100%的僱主及僱員、以及68%的自僱人士已參加強積金計劃，強積金計劃的資產淨值總計達4,124.8億港元。
統計數字顯示，截至2015年3月底，強積金總規模約5948.47億港元，登記僱員數目達277.1萬人。截至2015年6月底，強積金總規模約6201億港元，登記僱員數目減少至256萬人。
截至2017年12月底，強積金資産淨值總計達8435億港元，扣除收費和開支後的投資回報為2674億港元、佔總資產近三分一。截至2016年12月底，共有920萬個強積金戶口，每名強積金計劃的成員平均持有15.4萬港元；當中約3萬個戶口有累積超過100萬港元強積金，約14萬個戶口累積超過50萬港元，有87萬個戶口累積超過20萬港元。
截至2019年9月底，強積金計劃的淨資產值為9050億港元，其中供款額為6678億港元，扣除收費和開支後的投資回報為2371億港元，共有1002萬個強積金戶口；每名強積金計劃的成員平均持有18.6萬港元，累積逾100萬港元的強積金帳戶達5萬個。然而，受到2020年COVID-19疫情打擊，強積金計劃的淨資產值截至2020年3月底減少至8680億港元。
截至2021年6月23日，強積金總資產達到1.225萬億港元的歷史新高。
截至2024年6月底止，強積金總資產值為12591.6億元，按年增加10.8%。
截至2024年12月底，強積金的全年回報約為8.82%，總資產值估算約為1.291萬億元，相當於475萬名強積金成員平均賬戶結餘約271,600元

## 強積金計劃淨資產
- 截至2002年3月底：421.25億
- 截至2003年3月底：593.05億
- 截至2004年3月底：970.41億
- 截至2005年3月底：1243.16億
- 截至2006年3月底：1646.13億
- 截至2007年3月底：2111.99億
- 截至2008年3月底：2482.47億
- 截至2009年3月底：2177.41億
- 截至2010年3月底：3173.10億
- 截至2011年3月底：3782.8億
- 截至2012年3月底：3907.44億
- 截至2013年3月底：4553.31億
- 截至2014年3月底：5161.92億
- 截至2015年3月底：5948.47億
- 截至2016年3月底：5925.78億
- 截至2017年3月底：7011.66億
- 截至2018年3月底：8566.92億
- 截至2019年3月底：8933.02億
- 截至2020年3月底：8677.81億
- 截至2021年3月底：11,692.9億元，當中64%（7455億元）為強積金供款（已扣除提取款額），其餘36%（4237.9億元）為投資回報期
- 截至2022年3月底：11,208.68億元，當中64%（7948.4億元）為強積金供款（已扣除提取款額），其餘36%（3260.27億元）為投資回報
- 截至2023年3月底：11,100億元，當中77%（8,510億元）為淨供款，其餘$2,580億為淨投資回報。

自強積金制度實施以來
2000年12月至2020年3月底期內總淨供款：6946.49億，淨投資回報：1731.32億，年率化內部回報率2.6%

## 基本規則

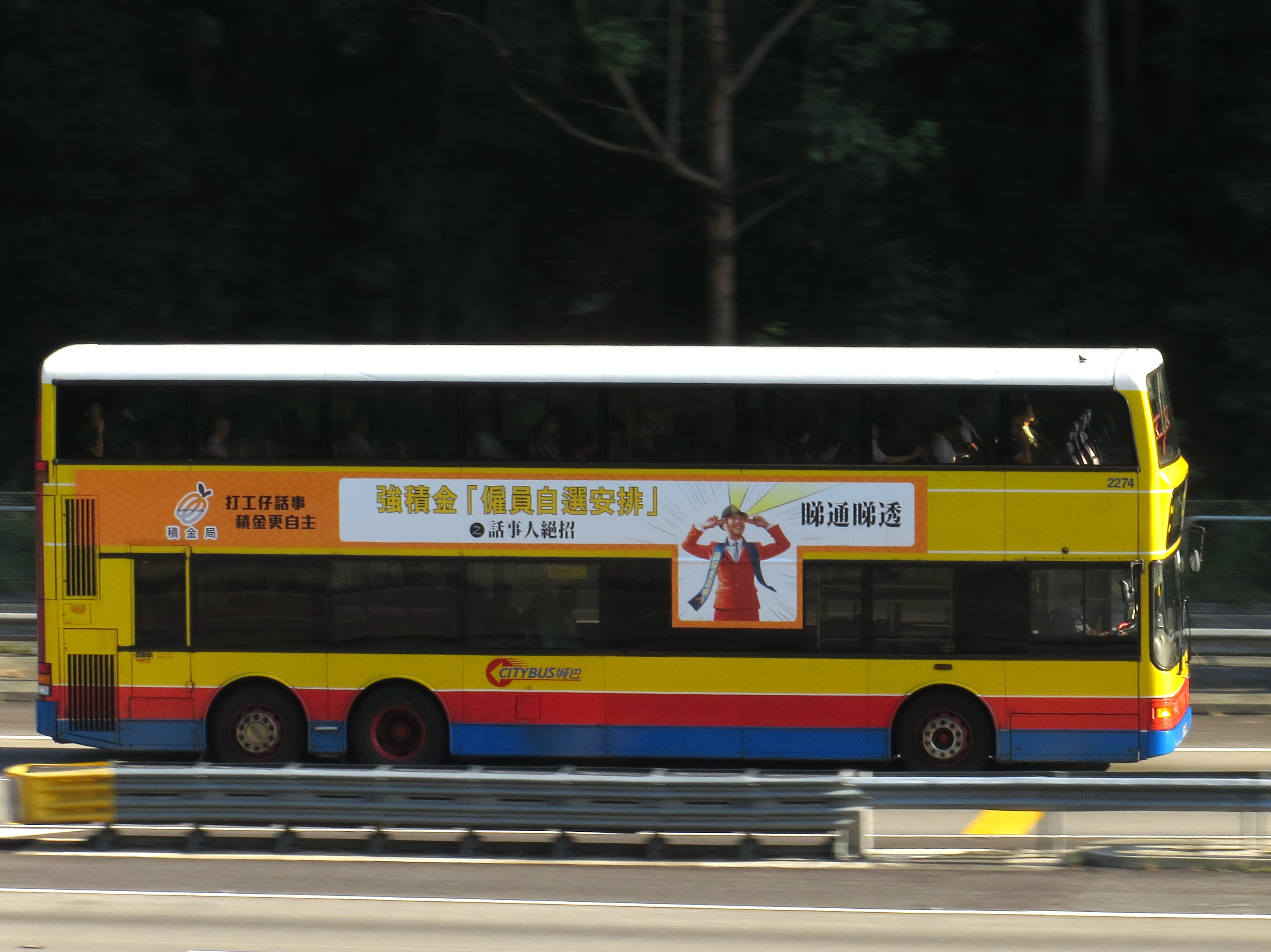
強積金「僱員自選安排」在一輌城巴的車身廣告

根據強積金制度，僱員和僱主須按最低及最高入息水平，每個月分別向強積金受託人，注入有關僱員入息的5%或以上作為供款，自僱人士亦須以個人入息最少5%的作為強制性供款。強積金供款的最低有關入息水平為每月7,100港元。每月賺取超過HK$30,000的僱員，僱主和僱員的強制性供款上限均為HK$1,500，自僱人士供款上限為每年HK$300,000。僱員可於每年一次把供款戶口的僱員供款部分的所有累算權益轉移至另一計劃。一般而言，累算權益須保存至計劃成員年屆65歲退休年齡方可提取。然而，基於計劃成員死亡、喪失行為能力、永久離開香港及提早退休的原因，可在退休年齡之前支付取得。

### 首次供款
如僱員在60日內離職，僱主及僱員均毋須供款。如果新僱員工作超過60日，僱主須在下一個月的第10天前供款，金額由僱員上班的首天起計算。
僱員享有免供款期，包括受僱首30天及其後首個不完整糧期。 假設顧員在6月15日上班，每月最後一日出糧。首30天是6月15日至7月14日，其後首個不完整糧期是7月15日至7月31日，首次扣除供款的糧期為8月31日。

### 修定概要
- 2003年2月，強積金供款的最低有關入息水平由每月HK$4,000提高至每月HK$5,000。2011年11月1日起，再由HK$5,000修訂為HK$6,500。[3]
- 2011年11月23日，強積金有關入息供款上限修定。由2012年6月1日起，強積金有關入息供款上限將由港幣HK$20,000增加至HK$25,000。與此同時，自僱人士的每月及每年有關入息供款上限將分別提升至港幣HK$25,000及HK$300,000。按日僱用或僱用期少於60日的臨時僱員的每日有關入息供款上限，也同時生效，將由HK$650提高至HK$830。[4]
- 2012年11月1日起實施僱員自選安排 (強積金半自由行)，僱員可於每個公曆年一次，從現職僱員供款賬戶中，選擇全數一筆過把現時受僱工作期間僱員作出的強制性供款，及前任僱主期間作出的強制性所產生的累算權益，轉移至自選的受託人及強積金計劃。
- 2013年11月1日起，強積金供款的最低有關入息水平修訂，由每月HK$6,500元修訂為每月港幣HK$7,100。
- 2017年4月1日，「預設投資策略」推出。
- 2019年4月1日，「可扣稅自願性供款」實施。
- 2024年6月26日起，積金易平台將以系統營運者身份，陸續接替各強積金計劃行政管理人的行政管理工作[5]。
- 2025年5月1日，取消強積金強制性供款累算權益的對沖機制。

每月有關入息上下限的調整
| 實施日期   | 每月有關入息下限 | 每月有關入息上限 | 僱員強制性供款下限 | 僱員強制性供款上限 |
| ---------- | ---------------- | ---------------- | ------------------ | ------------------ |
| 2000年12月 | HK$4,000         | HK$20,000        | HK$200             | HK$1,000           |
| 2003年2月  | HK$5,000         | HK$20,000        | HK$250             | HK$1,000           |
| 2011年11月 | HK$6,500         | HK$20,000        | HK$325             | HK$1,000           |
| 2012年6月  | HK$6,500         | HK$25,000        | HK$325             | HK$1,250           |
| 2013年11月 | HK$7,100         | HK$25,000        | HK$355             | HK$1,250           |
| 2014年6月  | HK$7,100         | HK$30,000        | HK$355             | HK$1,500           |

### 豁免
個別人士或若干類別人士及其僱主獲《強積金條例》豁免遵守強積金規定，包括：受法定退休計劃或公積金計劃保障而享有退休金福利的公務員、司法人員和津貼學校或補助學校教師；受《職業退休計劃條例》（香港法例第426章）規管的職業退休計劃的成員，但有關計劃必須根據《強積金計劃（豁免）規例》（香港法例第485B章）獲豁免遵守強積金的規定；在港受僱或自僱的海外人士，他們在香港工作不超過13個月；或已參加在香港以外地方成立的退休計劃；歐洲聯盟歐洲委員會香港辦事處的僱員；家務僱員；及自僱小販。

## 註冊強積金計劃及核准受託人
截至2024年，積金局公開名冊中有15個核准受託人，註冊了24個強積金計劃。

## 強積金對沖機制
按照《僱傭條例》（香港法例第57章），當僱員有權依其服務年資獲得僱主須支付的遣散費或長期服務金時，僱主可在僱員的強積金供款中，利用僱主強制性及自願性供款所產生的累算權益，以抵銷應向僱員支付的遣散費或長期服務金。
時任行政長官林鄭月娥在《2021年施政報告》中，宣佈在下一個立法年度修例落實取消強積金強制性供款累算權益的對沖機制。
隨著新任行政長官李家超於2023年4月28日宣佈，本修例於2025年5月1日起生效。

## 違規處理
為保障僱員在強積金制度下的權利及權益，積金局採取多項執法措施對付違規僱主。根據強積金法例，拖欠僱員強積金供款的僱主，須按拖欠供款款額繳付5%的附加費，而收到的附加費會存入僱員的強積金帳戶。積金局完成有關僱主拖欠供款及附加費的個案調查後，可就證據充足的個案向僱主進行民事申索。根據強積金法例，積金局有權向拖欠供款的僱主徵收罰款，罰款額為HK$5,000或拖欠供款的10%，以較高者為準。若掌握足夠證據，積金局可檢控沒有安排僱員登記參加強積金計劃或拖欠強積金供款的僱主。一經定罪，違規僱主可被罰款及監禁。

## 有關法規
- 《職業退休計劃條例》是香港法例第426章，1993年10月15日實施，職業退休計劃是強制性公積金計劃以外的另一個選擇。
- 《強制性公積金計劃條例》是香港法例第485章，2000年12月1日實施
- 《2001年強制性公積金計劃(修訂)條例草案》，2002年2月6日立法會通過
- 《2002年強制性公積金計劃(修訂)條例草案》，2002年7月12日立法會通過
- 《2002年強制性公積金計劃(修訂)(第2號)條例》，2003年2月1日實施
- 《僱員補償條例（香港法例第282章）（页面存档备份，存于）》

## 監察部門
強制性公積金由強制性公積金計劃管理局監察。該局於1998年9月成立，角色是：
1. 規管及監督私人託管的公積金計劃的運作；
2. 核准受託人的資格；
3. 為公積金計劃註冊；
4. 為訂立規則或指引；
5. 促進香港相關計劃的金融市場發展。

## 爭議及批評

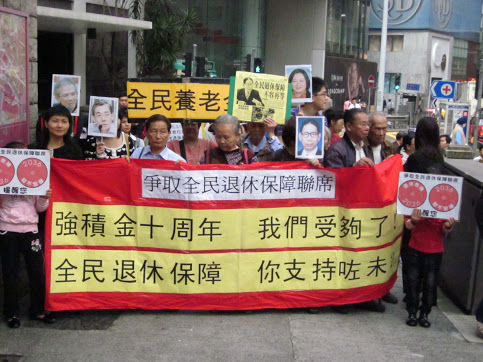
2010年，回顧強積金實行10年後的投資表現，有團體質疑強積金的成效，要求政府進行全民退休保障的遊行

強積金實行後，成效受到質疑，被指因寡頭壟斷，缺乏競爭，投資回報率不大理想，甚至可能跑輸指數基金，又被質疑行政費高、作為中介的金融機構成了最大的既得利益者，以及無助現時的老人。
回顧強積金實施多年，有批評認為基金回報率偏低加上行政費昂貴，加上強積金對沖機制多年來沖走打工仔的數以百億計的強積金累算權益，未能達到保障效果，有市民建議政府應全面檢討甚至取消。2008年立法會選舉，甚至有候選人以争取「取消強積金」作為政綱。
強積金管理人收取的管理費被指太高，假設投資回報是每年5%，而基金管理費是每年2%，一個月入2萬港元的人供款40年後，累計的管理費加上複利作用，會導致最終可收取的退休金比起「零管理費」的情況少收超過三成，即少收超過100萬港元。截至2018年底 ，累積的強積金總值已達8,500億港元，但行政費仍然偏高。當時股評人胡孟青批評強積金市場已形成寡頭壟斷，雖然認可的基金信託機構有19間，但管理基金總值最高的五家已佔整體市場近七成，只要幾家龍頭大行不減價，其他信託人亦無減價的誘因。2012年一年之內的強積金基金收費約有66億港元，較2008年的49億港元增長35%。當時與實施類似計劃的其它地區比較，智利的基金平均每年開支率是0.56%，英國是1.19%，澳洲是1.21%，而新加坡是1.41%，均低於香港強積金的平均每年開支率1.74%。因此，為針對強積「收費高、回報低」，有團體提出成立由政府帶頭成立「公共受託人」，以加強受託人在積金市場之間的競爭，以降低收費，讓更多打工仔可以從中受惠。
由於強積金被質疑成效不彰，香港社會要求全民退休保障計劃的聲音亦開始出現。2012年11月，積金局主席胡紅玉承認，強積金計劃存在效率低、收費高的問題，但設定收費上限涉及法例，亦會引起業界強烈反彈。2013年1月10日，立法會辯論「全面檢討強積金計劃」，有議員提出立法規定強積金基金開支及收費比率上限等要求；但代表商界的議員反對，認為會違反市場原則，建議透過增加競爭降低收費；動議最終被否決。2016年11月9日，立法會辯論「取消強制性公積金對沖機制」的議員議案，有議員提出要求政府盡快取消強積金對沖機制，並全面檢討強積金計劃，以確保僱員權益不受損害及加強保障他們的退休生活；而議案最終獲得在席議員多數通過。2019年4月3日，立法會辯論「要求政府解決民生三座大山」議員議案，當中亦包括盡快落實取消強積金對沖機制，並獲得在席議員多數通過。2019年6月，資深投資者大衛·韋伯表示強積金管理費高昂，呼籲取消強積金制度。
政府面對社會對強積金的強烈批評，始於2016 年5月向立法會提交有關推出「預設投資策略」的法案，以針對強積金「高收費」的問題。當時有多名議員提出有關議案修正案，當中包括「核心累積基金」的按年計算平均投資回報率 ，在每5年內不少於同期的消費物價指數的增幅 ，以加強保障打工仔的保障，但被否決。而預設投資策略於2017年5月正式推出。就取消強積金對沖機制的問題，政府相應提出方案諮詢各界，惟方案仍未落實推出。
在「預設投資策略」推出一年後，有團體就此進行研究調查，發現參加人數不多，令計劃成效有限，故此要求政府需為「預設投資策略」進行改革，包括建議政府或非牟利機構牽頭成立預設投資、要求政府增加資訊及加強宣傳，增加市場佔有率，帶動預設基金市場競爭，減低收費；並規定「核心累積基金」的平均投資回報率每5年內不少於同期的通脹率，並引入「一年一檢」和推出強積金計劃「全自由行」。
2021年，香港政府宣佈不承認BN(O)護照為身份證明，其後積金局發出聲明指強積金計劃成員，不能依賴BNO護照或其相關簽證，作為申請提早提取強積金的證據。

## 香港法定退休金及其他行業公積金
津貼學校公積金計劃
資產浄值1006.72億港元，供款人總數38928名
截至2020年8月31日
資產浄值874.759億港元，供款人總數37475名
截至2023年8月31日
補助學校公積金計劃
資產浄值41.38億港元，供款人總數3370名
截至2020年8月31日
醫管局公積金計劃
資產浄值625.07億港元，成員28358名
截至2020年3月31日

## 其他地区的公積金
退休保障
- 馬來西亞雇員公積金：五十五歲以下，收入五千馬幣以下，雇主每月需支付員工薪資13%，員工自付11%，作为退休儲蓄金；五十五歲以上，收入五千馬幣以下，雇主每月需支付員工薪資6.5%，員工自付5.5%，作为退休儲蓄金。
- 新加坡中央公積金：全由政府管理，管理費低，並保證每年至少有 2.5%利息，截至2013年規定，當地僱員每月供款佔月薪的 20%，僱主則供 16%。[22]。但每個人有三個帳戶。
- 臺灣：全民醫療保險部份為全民健康保險，勞工有勞保、勞退；農、漁民有農漁保、農保老年年金（老農津貼）；軍、警、公、教有相應保險金、退休金；其他25歲至65歲的國民，則屬於國民年金保障。
- 中国大陆的住房公积金：通常政府机构、事业单位、国有企业、外资企业、城镇私营企业、社会团体的职工都必须强制储存住房公积金，基本储蓄比率为雇主和员工各5%，资金由各地方的公积金中心管理。政府保证利率不低于同期一年定存基准利率，公积金可用于申请低息住房贷款、偿还住房按揭、缴纳房租、支付重大疾病医疗费。与养老保险和医疗保险不同之处在于，保险的个人账户通常为记账数字，提取条件极为苛刻，公积金的账户可以在出境定居、退休、丧失劳动能力或死亡后申请提现。
- 德國退休保險
- 澳門中央公積金

## 外部連結
- 強制性公積金計劃管理局網頁
- 強積金制度的發展里程
- 強積金計劃的種類
- 強積金信託公司名單
- 強積金詞彙 - 交通銀行
- MPF Clinic 強積金保健坊（页面存档备份，存于）
- 香港強積金網（页面存档备份，存于）
- 積金評級（页面存档备份，存于）
- www.MPFclub.com 強積金資訊平台網頁[永久]
- OpenMPF - 開放強積金（页面存档备份，存于）

## 相關
- 許仕仁